# Canton de Vif
Le canton de Vif est une ancienne division administrative française, située dans le département de l'Isère et la région Rhône-Alpes.

## Géographie
Ce canton était organisé autour de Vif dans l'arrondissement de Grenoble. Son altitude variait de 226 m (Claix) à 2 161 m (Le Gua).

## Histoire
De 1833 à 1848, les cantons de Monestier-de-Clermont et de Vif avaient le même conseiller général. Le nombre de conseillers généraux était limité à 30 par département.

## Représentation

### Conseillers d'arrondissement (de 1833 à 1940)
| Période                                  | Période          | Identité                        | Étiquette   | Qualité |
| ---------------------------------------- | ---------------- | ------------------------------- | ----------- | --- |
| 1833                                     | 1839 (décès)     | Sébastien Berriat (1768-1839)   |             | Filateur, négociant en soie, maire de Vif                                                                   |
|                                          |                  |                                 |             | |
| 1842                                     | 1848             | Louis Gaspard Buquin            |             | Maire de Vif                                                                                                |
|                                          |                  |                                 |             | |
|                                          | 1877 (démission) | Henri Rochas                    | Républicain | Propriétaire au Pont-de-Claix                                                                               |
|                                          |                  |                                 |             | |
| 1919                                     |                  | Jean Allemand                   | SFIO        | |
|                                          |                  |                                 |             | |
| 1934                                     | 1935             | Aimé Joseph Antoine Battail     | Rad.        | Maire du Gua                                                                                                |
| sept.1935                                | 1940             | Gaston Bardonnanche (1895-1946) | SFIO        | Maire de Claix (1934-1941)                                                                                  |
| 1940                                     |                  |                                 |             | Les conseils d'arrondissement ont été suspendus par la loi du 12 octobre 1940 et n'ont jamais été réactivés |
| Les données manquantes sont à compléter. |                  |                                 |             | |

### Conseillers généraux de 1833 à 2015
| Période        | Période           | Identité                            | Étiquette                  | Qualité |
| -------------- | ----------------- | ----------------------------------- | -------------------------- | --- |
| 1833           | 1842              | M. Perret                           |                            | Ancien employé de l'enregistrement Propriétaire à Grenoble                                                                                       |
| 1842           | 1871              | Casimir Royer                       | Majorité dynastique        | Premier Président honoraire de la Cour Impériale de Grenoble Député (1846-1848, 1863-1869) Conseiller municipal de Grenoble Propriétaire à Claix |
| 1871           | 1877              | Aimé-Louis Champollion-Figeac       | Droite                     | Ancien bibliothécaire au Département de la Bibliothèque royale Maire de Vif                                                                      |
| 1877           | 1895              | Henri Rochas                        | Républicain                | Propriétaire au Pont-de-Claix, conseiller d'arrondissement                                                                                       |
| 1895           | 1901              | Georges Jay                         | Républicain rallié Libéral | Agriculteur, ancien lieutenant démissionnaire |
| 1901           | 1924 (décès)      | Joseph-Anatole Berthelot            | Rad.                       | Fabricant de ciment au Gua |
| 1924           | 1925              | Jules Blanchon                      | SFIO                       | Agriculteur Maire de Claix |
| 1925           | 1928 (décès)      | Nicolas Augustin Revol              | SFIO                       | Propriétaire agriculteur, maire de Vif |
| 1928           | 1931              | Édouard Rouvière (1892-1975)        | SFIO                       | Maire de Vif |
| 1931           | 1935 (démission)  | Roger Martel                        | Rad.                       | Industriel à Grenoble démissionne en raison de la faillite de son entreprise                                                                     |
| 21 juil. 1935  | 1937              | Aimé Joseph Antoine Battail         | Rad.                       | Maire du Gua, conseiller d'arrondissement |
| 1937           | 1940              | Charles Raffin-Caboisse (1869-1954) | SFIO                       | Retraité de l'enseignement primaire Maire de Pont-de-Claix (1935-1941, révoqué par le Gouvernement de Vichy, puis 1944-1945 et 1947-1951)        |
|                |                   |                                     |                            | |
| 1943           | 1945              | Edouard Jacquier-Bret (1881-1955)   | ?                          | Médecin Maire de Vif Nommé conseiller départemental en 1943                                                                                      |
|                |                   |                                     |                            | |
| 1945           | 1963 (décès)      | Jean Landru                         | SFIO                       | Instituteur, Izeaux |
| janvier 1964   | 1965 (décès)      | Maurice Bochet                      | PCF                        | Employé Maire d'Allières-et-Risset (1959-1965)                                                                                                   |
| 9 janvier 1966 | 1973 (décès)      | Joseph Thévier (1915-1973)          | SFIO-PS                    | Maire de Pont-de-Claix (1951-1973) |
| 1973           | 1989 (annulation) | Michel Couëtoux                     | PCF                        | Universitaire, syndicaliste Maire de Pont-de-Claix (1977-1999) Election de 1988 annulée par le Tribunal administratif                            |
| 1989           | 2001              | Denis Bonzy                         | RPR                        | Chef d'entreprise Maire de Saint-Paul-de-Varces (1989-1995)                                                                                      |
| 2001           | 2015              | Brigitte Périllié                   | PS                         | Formatrice, consultante Maire de Vif (2001-2008) Vice-présidente du Conseil général                                                              |

## Composition
Le canton de Vif groupait six communes et comptait 34 377 habitants (recensement de 1999 sans doubles comptes).
| Nom                       | Code Insee | Intercommunalité         | Superficie (km2) | Population (dernière pop. légale) | Densité (hab./km2) |
| ------------------------- | ---------- | ------------------------ | ---------------- | --------------------------------- | ------------------ |
| Vif (chef-lieu)           | 38545      | Grenoble-Alpes Métropole | 28,30            | 8 030 (2014)                      | 284                |
| Claix                     | 38111      | Grenoble-Alpes Métropole | 24,12            | 7 923 (2014)                      | 328                |
| Le Gua                    | 38187      | Grenoble-Alpes Métropole | 28,48            | 1 829 (2014)                      | 64                 |
| Le Pont-de-Claix          | 38317      | Grenoble-Alpes Métropole | 5,60             | 10 924 (2014)                     | 1 951              |
| Saint-Paul-de-Varces      | 38436      | Grenoble-Alpes Métropole | 19,69            | 2 195 (2014)                      | 111                |
| Varces-Allières-et-Risset | 38524      | Grenoble-Alpes Métropole | 20,88            | 7 894 (2014)                      | 378                |

## Démographie
| 1962   | 1968   | 1975   | 1982   | 1990   | 1999   | 2006   | 2011   | 2012   |
| ------ | ------ | ------ | ------ | ------ | ------ | ------ | ------ | ------ |
| 14 167 | 20 054 | 24 790 | 27 420 | 32 246 | 34 377 | 37 353 | 37 237 | 37 561 |

## Redécoupage des cantons de l'Isère en 2015
D'après la nouvelle carte des cantons de l'Isère présentée par le préfet Richard Samuel et, votée par l'Assemblée départementale de l'Isère, le 23 novembre 2013 :
sur les 6 communes du canton de Vif, 5 seront rattachées au nouveau canton du Pont-de-Claix. Claix étant rattachée au nouveau canton de Fontaine-Seyssinet.